# Tennistavolo ai XIX Giochi dei piccoli stati d'Europa
Le competizioni di tennistavolo ai XIX Giochi dei piccoli stati d'Europa si sono svolte dal 30 maggio al 3 giugno 2023.

## Podi

### Singolari
| Evento              | Oro          | Argento       | Bronzo           |
| Singolare maschile  | Felix Wetzel | Eric Glod     | Luka Mladenovic  |
| Singolare maschile  | Felix Wetzel | Eric Glod     | Filip Radović    |
| Singolare femminile | Xiaoxin Yang | Camella Iacob | Ariel Barbosa    |
| Singolare femminile | Xiaoxin Yang | Camella Iacob | Renáta Štrbíková |

### Doppi
| Evento           | Oro                                   | Argento                                     | Bronzo                                     |
| Doppio maschile  | Lussemburgo Luka Mladenovic Eric Glod | Malta Felix Wetzel Dimitrij Prokopcov       | San Marino Mattias Mongiusti Lorenzo Ragni |
| Doppio maschile  | Lussemburgo Luka Mladenovic Eric Glod | Malta Felix Wetzel Dimitrij Prokopcov       | Montenegro Filip Radović Filip Radulović   |
| Doppio femminile | Malta Camella Iacob Renáta Štrbíková  | Lussemburgo Ariel Barbosa Tessy Gonderinger | Monaco Sannah Lagsir Xiaoxin Yang          |
| Doppio femminile | Malta Camella Iacob Renáta Štrbíková  | Lussemburgo Ariel Barbosa Tessy Gonderinger | Montenegro Simona Perović Ivona Petrić     |

### Gara a squadre
| Evento            | Oro                                                                    | Argento                                                      | Bronzo                                                               |
| Squadra maschile  | Malta Daniel Bajada Gabriel Grixti Dimitrij Prokopcov Felix Wetzel     | Lussemburgo Eric Glod Luka Mladenovic Eric Thillen Xia Cheng | Cipro Sharpel Elia Hristo Hristonov Christos Savva Marios Yiangou    |
| Squadra maschile  | Malta Daniel Bajada Gabriel Grixti Dimitrij Prokopcov Felix Wetzel     | Lussemburgo Eric Glod Luka Mladenovic Eric Thillen Xia Cheng | San Marino Federico Giardi Mattias Mongiusti Lorenzo Ragni           |
| Squadra femminile | Malta Anthea Cutajar Camella Iacob Viktoria Lucenkova Renáta Štrbíková | Monaco Sannah Lagsir Anne Ulrika Qvist Xiaoxin Yang          | Cipro Georgia Avraam Foteini Meletie Konstantina Meletie             |
| Squadra femminile | Malta Anthea Cutajar Camella Iacob Viktoria Lucenkova Renáta Štrbíková | Monaco Sannah Lagsir Anne Ulrika Qvist Xiaoxin Yang          | Lussemburgo Ariel Barbosa Tessy Gonderinger Ni Xiaojing Julie Poncin |

## Medagliere
| Pos.   | Paese       | Oro | Argento | Bronzo | Totale |
| ------ | ----------- | --- | ------- | ------ | ------ |
| 1      | Malta       | 4   | 2       | 1      | 7      |
| 2      | Lussemburgo | 1   | 3       | 3      | 7      |
| 3      | Monaco      | 1   | 1       | 1      | 3      |
| 4      | Montenegro  | 0   | 0       | 3      | 3      |
| 5      | Cipro       | 0   | 0       | 2      | 2      |
| 5      | San Marino  | 0   | 0       | 2      | 2      |
| Totale | Totale      | 6   | 6       | 12     | 24     |